# Ne-Yo
Ne-Yo, pseudonimo di Shaffer Chimere Smith (Camden, 18 ottobre 1979), è un cantante, compositore, produttore discografico, ballerino e attore statunitense.
Nel corso della sua carriera ha pubblicato sette album in studio, di cui due, In My Own Words, Because of You, arrivati alla prima posizione della Billboard 200). Ha scritto canzoni per innumerevoli artisti fra cui Marques Houston, Christina Milian, Mario, Rihanna, Chris Brown, Snoop Dogg, Beyoncé, Jay-Z, Leona Lewis, Mary J. Blige, Usher, Céline Dion, Anastacia, i Backstreet Boys, David Guetta, The Pussycat Dolls, Ciara, le Sugababes ed altri.
Secondo Billboard, Ne-Yo è stato uno degli artisti R&B di maggior successo del primo decennio degli anni 2000.

## Biografia

### 1999–2005: inizi

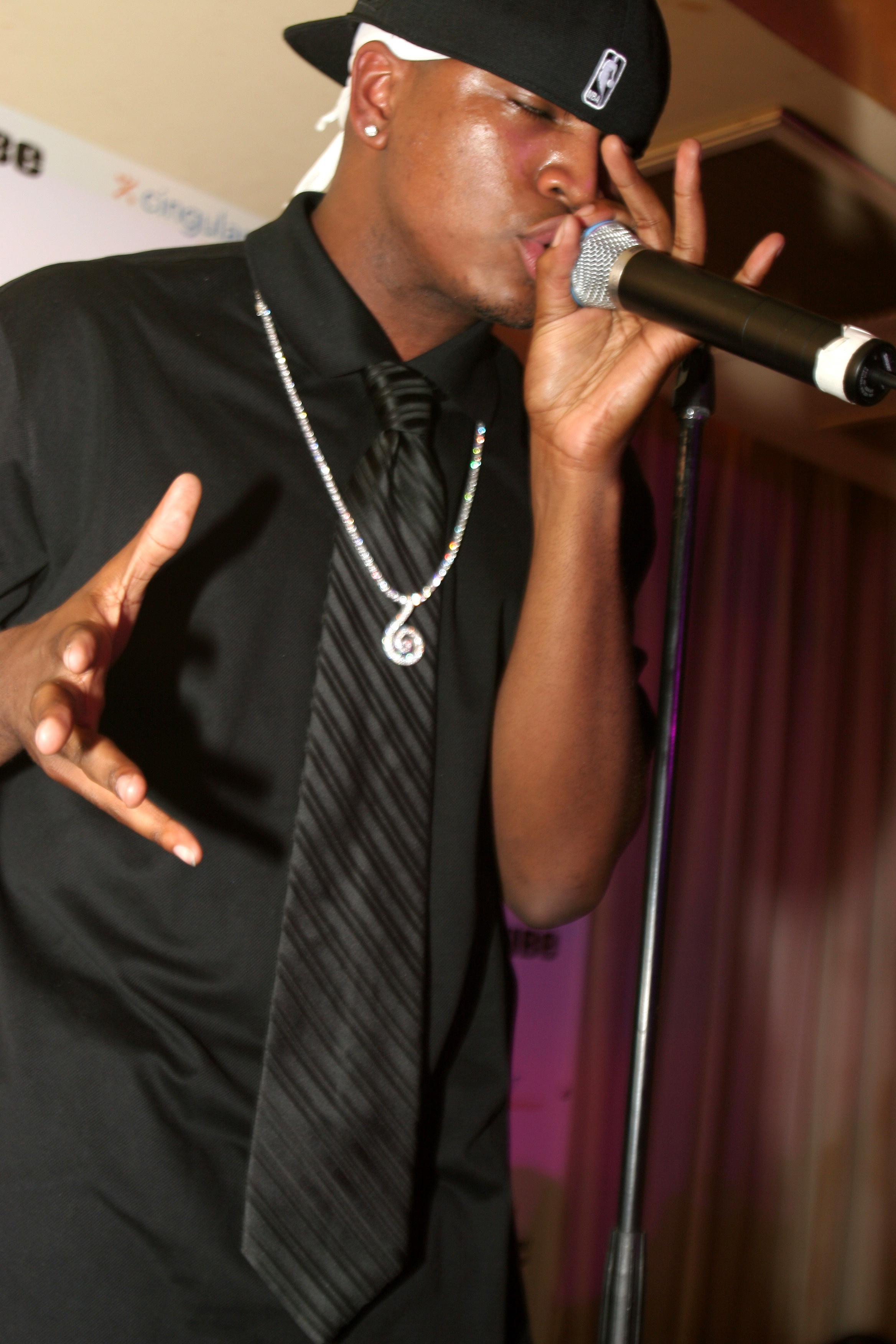
Ne-Yo nel luglio 2005

Ne-Yo si fa conoscere nel mondo della musica come membro del quartetto Envy di Las Vegas, dove Smith riceve il suo primo nome d'arte, ovvero GoGo. Dopo lo scioglimento del gruppo nel 2000, Ne-Yo ottiene un contratto con la Columbia Records, ma dopo aver registrato il suo primo album, viene licenziato dall'etichetta prima ancora che l'album possa essere pubblicato. Tuttavia il cantante Marques Houston ascolta casualmente una delle tracce che aveva registrato Ne-Yo, That Girl, e nel 2003 ne registra una versione che viene pubblicata come singolo e permette a Ne-Yo di ottenere visibilità come autore.
Nei successivi due anni, Ne-Yo continua a scrivere canzoni, contribuendo agli album di Teedra Moses, di Christina Milian, della boy band Youngstown, oltre che di Mary J. Blige, B2K, Faith Evans e Musiq. La popolarità per Ne-Yo arriva con Let Me Love You, scritta per Mario, che raggiunge la vetta della Billboard Hot 100, dove rimane per nove settimane. Grazie al successo di Let Me Love You, Ne-Yo ottiene un contratto con la Def Jam Recordings, all'epoca di Jay-Z.
Il nome "Ne-Yo" viene coniato dal produttore Big D Evans, secondo il quale Ne-Yo vedeva la musica, nello stesso modo in cui Neo vede Matrix.
Per scherzo, Evans inizia a chiamarlo Ne-Yo, finché il nome non viene "ufficializzato".

### 2006:In My Own Words
Ad inizio 2006 Ne-Yo pubblica il suo album di debutto, In My Own Words per l'etichetta Def Jam. 
Aveva iniziato a lavorare all'album nel 2005, dopo il lancio del primo singolo Stay; benché con già materiale per l'album, dopo l'incontro con i produttori norvegesi Stargate ai Sony Music Studios e aver ascoltato i loro lavori, decide di affidarsi al duo norvegese. Così, i tre si ritrovano a lavorare insieme in una sessione di registrazione che produce già nel suo secondo giorno il brano So Sick, che all'inizio del 2006 arriva a sorpresa al numero uno della Billboard Hot 100 negli Stati Uniti, lanciando Ne-Yo come cantante R&B e il duo norvegese come nuovo e innovativo team di produttori. 
L'album debutta alla prima posizione della Billboard 200, vendendo oltre 301.000 copie nella prima settimana di pubblicazione, contemporaneamente al primo posto del singolo So Sick nella Billboard Hot 100. Successivamente vengono pubblicati anche i singoli When You're Mad e Sexy Love, che raggiungono rispettivamente la quindicesima e la settima posizione. L'album In My Own Words viene certificato disco di platino dalla Recording Industry Association of America per aver superato il milione di copie vendute.
Sempre nel 2006 Ne-Yo scrive il brano Irreplaceable per Beyoncé, che rimane in vetta alla Billboard Hot 100 per diverse settimane consecutive.

### 2007:Because of You
Il 1º maggio 2007 esce il secondo album di Ne-Yo Because of You e sulla scia del successo dell'omonimo singolo, debutta alla prima posizione della Billboard 200, vendendo circa 251.000 copie negli Stati Uniti. Il singolo Because of You invece raggiunge la seconda posizione, mentre i singoli successivi ottengono risultati molto più modesti. Nel frattempo collabora con Rihanna nel brano Hate That I Love You, che raggiunge la settima posizione nella classifica statunitense ottenendo un buon successo in tutto il mondo. 
Anche questo album viene certificato disco di platino dalla RIAA per aver superato un milione di copie. Nel dicembre 2007, Ne-Yo ed i Goo Goo Dolls si esibiscono in un concerto per raccogliere fondi per l'allora candidato alla presidenza degli Stati Uniti Barack Obama.
Il 2006 rappresenta per Ne-Yo anche il suo debutto come attore. Il cantante infatti compare nel film Save the Last Dance 2, a cui segue nel 2007 Stepping - Dalla strada al palcoscenico. In entrambi i casi Ne-Yo ha prodotto anche alcuni brani per la colonna sonora dei film.

### 2008–2009:Year of the Gentlemane Greatest Hits

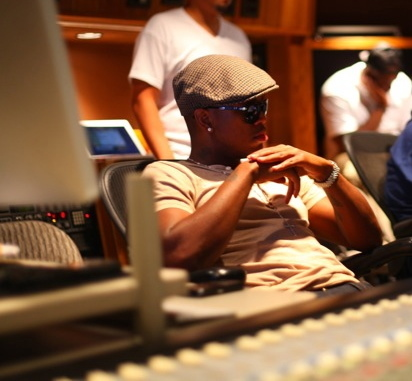
Ne-Yo in studio

Il terzo album di Ne-Yo, Year of the Gentleman, viene pubblicato in tutto il mondo il 5 agosto 2008. Il cantante spiega il titolo Year Of The Gentleman (in italiano "Anno del gentiluomo"), autodefinendo se stesso come uno dei pochi gentiluomini ("calmo, cortese, gentile ed affascinante") da prendere ad esempio in un ambiente in cui tutti sono "rudi e pieni di se". L'album vende 250.000 copie nella prima settimana nei negozi, e debutta al secondo posto della Billboard 200, ottenendo anche critiche molto positive dalle riviste specializzate ed ottenendo due dischi di platino in patria, e ottenendo un buon successo anche nel resto del mondo, diventando l'album più venduto dell'artista.
I primi due singoli estratti, Closer e Miss Independent, raggiungono entrambe la settima posizione della Billboard Hot 100, Closer raggiungerà un buon successo globale, diventando la seconda hit più famosa del cantante dopo So Sick, invece Miss Independent ebbe un successo incentrato soprattutto in patria. Il terzo singolo estratto dall'album, Mad, raggiunse l'undicesima posizione nella Billboard Hot 100, diventando una hit in diversi paesi. L'album viene nominato ai Grammy Award nella categoria "miglior album R&B" e "album dell'anno", mentre Closer come "migliore performance maschile pop" e Miss Independent come "migliore performance maschile R&B" e "miglior canzone R&B".
Il 2 settembre 2009 Ne-Yo pubblica il suo album greatest hits Ne-Yo: The Collection in Giappone. L'album viene anche pubblicato in una edizione limitata CD+DVD contenente anche tutti i video dei brani presenti. L'album debutta alla quarta posizione della classifica settimanale degli album Oricon, vendendo 55.625 copie nella prima settimana.

### 2010-2011:Libra Scale
Il 25 maggio 2010 è stato presentato il singolo Beautiful Monster, che ha ricevuto parecchi consensi da parte del pubblico durante l'estate di quell'anno, incentrando il suo successo soprattutto in Italia e Regno Unito. Pochi mesi più tardi è stato pubblicato un nuovo singolo, intitolato Champagne Life, dal tiepido successo negli Stati Uniti, mentre nel settembre dello stesso anno è stato diffuso un ulteriore brano, One in a Million, che ha di fatto anticipato il quarto album di inediti dell'artista, intitolato Libra Scale e pubblicato nel mese di ottobre successivo. L'album debutterà alla nona posizione nella Billboard 200 con 112 000 copie vendute la prima settimana d'uscita, diventando l'album con il debutto peggiore dell'artista, nonostante sia l'album che i singoli, prodotti da numerosi artisti tra cui gli Stargate e che include i precedenti brani Beautiful Monster e Champagne Life, siano stati ben accolti dal punto di vista commerciale. In quest album molti hanno notato un cambiamento nello stile musicale di Ne-Yo, che precedentemente lavorava con tipici stili R&B e hip hop soul, e in Libra Scale si avvicinò per la prima volta a uno stile europop, con uno stile di R&B diverso da quello dei precedenti album, e ciò ha comportato diversi paragoni con il "Re del Pop", Michael Jackson, maggiore ispirazione di Ne-Yo per questo album.
Nel 2011 collabora con Trey Songz e T-Pain in The Way You Move e con Pitbull, Afrojack e Nayer in Give Me Everything, quest'ultimo diventerà un enorme successo internazionale.

### 2012 - 2013:R.E.D.

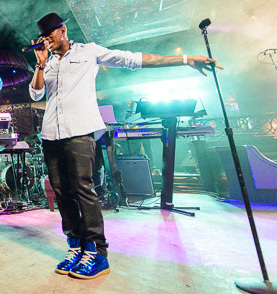
Ne-Yo in concerto

Nel marzo del 2012 Ne-Yo collabora con Calvin Harris nel brano Let's Go, che riceverà un discreto successo internazionale. Il 12 giugno del 2012 il cantante pubblica Lazy Love, singolo che anticipa l'uscita di un nuovo album, il brano non riscuoterà alcun successo, raggiungendo la posizione 114 nella classifica americana. Il secondo singolo d'anticipazione è Let Me Love You, brano dalle sonorità prevalentemente dance che a differenza del precedente singolo, otterrà un ottimo riscontro nelle classifiche internazionali, arrivando in vetta nel Regno Unito, e alla sesta posizione negli Stati Uniti, diventando una hit in diversi paesi. Il 6 novembre dello stesso anno viene pubblicato l'album R.E.D., album che varia dalle sonorità dance, al pop e all'R&B. L'album debuttò alla quarta posizione in patria, con 66 000 copie vendute la prima settimana, e non ottenne un buon riscontro nelle vendite, rivelandosi l'album di Ne-Yo meno venduto. Successivamente l'artista pubblica i singoli Don't Make Em like You, in collaborazione con Wiz Khalifa, e Forever Now, quest'ultimo si posizionerà in tiepide posizioni di diverse classifiche.

### 2014 - 2017:Non-Fiction
Il 27 maggio del 2014 esce Money Can't Buy, il primo singolo che anticiperà il settimo album in studio del cantante, Non-Fiction. Il singolo comprende la collaborazione con il cantante Young Jeezy, e non riscuoterà alcun successo. Il 16 settembre del 2014 il cantante fa uscire il secondo singolo, She Knows, in collaborazione con il rapper Juicy J la canzone raggiungerà un buon successo negli Stati Uniti ottenendo il disco di platino e raggiungendo la dodicesima posizione. Successivamente verrà pubblicata Time of Our Lives, un duetto del cantante con Pitbull, che verrà estratto come terzo singolo dall'album di Ne-Yo, e come quinto dall'album Globalization di Pitbull, ed al contrario dei precedenti singoli, questo avrà un ottimo impatto nelle classifiche tutto il mondo, raggiungendo la top 10 in 10 paesi, riscuotendo globalmente un buon successo commerciale. Il quarto singolo estratto dall'album è Coming with You uscito il 23 gennaio del 2015.
L'album Non-Fiction esce il 27 gennaio del 2015. L'album presenta sonorità prevalentemente R&B e Urban, ed ha ricevuto ottime ricezioni da parte della critica. L'album debuttò alla quinta posizione nella Billboard 200, rendendo Ne-Yo il secondo cantante R&B ad avere sei album consecutivi nella top 10 americana dopo Chris Brown. Dopo la pubblicazione dell'album, che non ottenne il successo sperato, il cantante fece la sua apparizione nell'album We Love Disney, in cui sono comprese cover brani dei cartoni animati Disney, con una cover di Friend Like Me. Nel 2015, Ne-Yo collabora con Dimitri Vegas & Like Mike nel brano Higher Place, inno di Tomorrowland 2015. Nel 2016 l'artista collabora invece con J Arvarez nel brano Sin Miedo, mentre nel 2017 con Diamond Platnumz nel singolo Marry You.

### 2017 - presente: Good Man
Nel 2017 Ne-Yo pubblica i singoli Earn Your Love. Nel 2018 vengono invece pubblicati i singoli Another Love Song e Push Back, quest'ultima in collaborazione con Bebe Rexha e Stefflon Don. Segue la pubblicazione dell'album Good Man l'8 giugno 2018. Nel 2019, Ne-Yo pubblica il suo primo album natalizio, Another Kind Of Christmas.  Il 27 marzo 2020 Ne-Yo collabora col cantante dancehall Charly Black nel brano Over Again.

## Questioni legali
Ne-Yo venne arrestato durante la notte tra il 19 ed il 20 febbraio 2008 nella Contea di Cobb mentre guidava la sua Range Rover, per guida senza patente, in stato di ebbrezza, ed è stato condannato a 24 ore di servizio alla comunità.

## Discografia

### Album in studio
- 2006 - In My Own Words
- 2007 - Because of You
- 2008 - Year of the Gentleman
- 2010 - Libra Scale
- 2012 - R.E.D.
- 2015 - Non-Fiction
- 2018 - Good Man
- 2022 - Self Explanatory

### Raccolte
- 2009 - Ne-Yo: The Collection

### Mixtape
- 2009 - Ladies Man[44]

### Singoli
- 2005 - Stay (feat. Peedi Peedi)
- 2006 - So Sick
- 2006 - When You're Mad
- 2006 - Sexy Love
- 2007 - Because of You
- 2007 - Do You
- 2007 - Go On Girl
- 2008 - Closer
- 2008 - Miss Independent
- 2009 - Mad
- 2009 - Part of the List
- 2009 - Nobody
- 2010 - Champagne Life
- 2010 - Beautiful Monster
- 2010 - One in a Million
- 2012 - Lazy Love
- 2012 - Let Me Love You
- 2012 - Don't Make Em like You (feat. Wiz Khalifa)
- 2012 - Forever Now
- 2014 - Money Can't Buy (feat. Jeezy)
- 2014 - She Knows (feat. Juicy J)
- 2014 - Time of Our Lives (feat. Pitbull)
- 2015 - Coming with You
- 2017 - Another Love Song
- 2018 - Push Back (feat. Bebe Rexha & Stefflon Don)
- 2020 - Pinky Ring (feat. O.T. Genasis)
- 2020 - U 2 Luv (feat. Jeremih)
- 2021 - What If
- 2021 - Stay Down (feat. Yung Bleu)

### Collaborazioni
- 2006 - Feels So Good (Remy Ma feat. Ne-Yo)
- 2006 - Back Like That (Ghostface Killah feat. Ne-Yo)
- 2007 - Sexual Healing (Sarah Connor feat. Ne-Yo)
- 2007 - Make Me Better (Fabolous feat. Ne-Yo)
- 2007 - Hate That I Love You (Rihanna feat. Ne-Yo)
- 2008 - Bust It Baby (Part 2) (Plies feat. Ne-Yo)
- 2008 - Camera Phone (The Game feat. Ne-Yo)
- 2009 - Knock You Down (Keri Hilson feat. Kanye West & Ne-Yo)
- 2009 - Be on You (Flo Rida feat. Ne-Yo)
- 2009 - Choose (David Guetta feat. Ne-Yo & Kelly Rowland)
- 2010 - Baby by Me (50 Cent feat. Ne-Yo)
- 2011 - Angels Cry (Mariah Carey feat. Ne-Yo)
- 2011 - Give Me Everything (Pitbull feat. Ne-Yo)
- 2012 - Turn All the Lights On (T-Pain feat. Ne-Yo)
- 2012 - Leave You Alone (Jeezy feat. Ne-Yo)
- 2012 - Let's Go (Calvin Harris feat. Ne-Yo)
- 2012 - Hands in the Air (Timbaland feat. Ne-Yo)
- 2012 - Turn Around (Conor Maynard feat. Ne-Yo)
- 2013 - Play Hard (David Guetta feat. Akon & Ne-Yo)
- 2013 - Tonight (Jessica Sanchez feat. Ne-Yo)
- 2014 - Incredible (Céline Dion & Ne-Yo)
- 2014 - Could Be Me (MKTO & Ne-Yo)
- 2015 - Higher Place (Dimitri Vegas & Like Mike feat. Ne-Yo
- 2019 - UR The One (Sexycools Feat Ne-Yo)
- 2021 - Kiss Me It's Christmas (Leona Lewis feat. Ne-Yo)

## Tournée
- 2019 - GOOD MAN World Tour

## Filmografia

### Cinema
- Save the Last Dance 2, regia di David Petrarca (2006)
- Stepping - Dalla strada al palcoscenico (Stomp the Yard), regia di Sylvain White (2007)
- World Invasion (Battle: Los Angeles), regia di Jonathan Liebesman (2011)
- Red Tails, regia di Anthony Hemingway e George Lucas (2012)
- Il viaggio delle ragazze (Girls Trip), regia di Malcolm D. Lee (2017)

### Televisione
- CSI: NY – serie TV, episodio 7x14 (2011)
- The X Factor – programma televisivo (2012)
- 90210 – serie TV, episodio 5x07 (2012)
- Sharknado 3 (Sharknado 3: Oh Hell No!) – film TV, regia di Anthony C. Ferrante (2015)
- Empire – serie TV, episodio 2x05 (2015)
- The Wiz Live! – film TV, regia di Kenny Leon (2015)
- The Mindy Project – serie TV, episodi 4x19-4x20 (2016)
- America's Got Talent – programma televisivo (2016)
- Step Up: High Water – serie TV, 20 episodi (2018-in corso)
- The Masked Singer UK - reality show,2x1-2x8(2020-in corso)
- The Masked Singer - reality show, 11 episodi (2019-in corso)

## Doppiatori italiani
- Francesco Pezzulli in Stepping - Dalla strada al palcoscenico, CSI: NY
- Fabrizio Manfredi in World Invasion

## Riconoscimenti
- Grammy
  - 2007, Best Contemporary R&B Album: In My Own Words (Nominated)
  - 2007, Best Male R&B Vocal Performance: So Sick (Nominated)
  - 2012, Songwriter Hall of Fame